# لاکهید وای‌پی-۲۴
لاکهید وای‌پی-۲۴ (به انگلیسی: Lockheed_YP-24) یک هواگرد ملخ‌پیشین تک‌موتوره از نوع جنگنده دو سرنشینه , تهاجم زمینی ساخت شرکت Detroit Lockheed است. هواگرد لاکهید وای‌پی-۲۴ نخستین پروازش را در ۱۹۳۱ میلادی انجام داد. در مجموع، تعداد 1 فروند از این هواگرد ساخته شده‌است.
طراح این هواگرد، Robert J. Woods بود.